# Barraca del camí del Corral del Fortuny XVI
La Barraca del camí del Corral del Fortuny XVI és una obra del Pla de Santa Maria (Alt Camp) inclosa a l'Inventari del Patrimoni Arquitectònic de Catalunya.

## Descripció
És una barraca composta de dues estances que es comuniquen interiorment. De cornisa horitzontal, coberta de pedruscall i portal dovellat amb un arc pla. La primera estança és rectangular i mesura 3'10m de fondària i 2'40m d'amplada i està coberta per una falsa cúpula fins a una alçada màxima de 3'40m. Com a elements funcionals hi ha una fornícula i una pica.
Mitjançant un passadís d'arcades s'accedeix a la cambra interior, de planta circular, amb un diàmetre de 2'675m igualment coberta amb una falsa cúpula tapada amb una llosa a una alçada màxima de 3'80m. Com a elements funcionals hi ha una menjadora.
Exteriorment presenta un paravents a la seva esquerra amb una menjadora. La seva orientació general és de sud.